# Erin Lum
Erin Marc Kwai-lin Lum (ur. 2 lutego 1977) – guamska judoczka. Olimpijka z Barcelony 1992, gdzie zajęła trzynaste miejsce w wadze średniej.
Uczestniczka mistrzostw świata w 1991. Mistrzyni Oceanii juniorów w 1994 roku.

## Letnie Igrzyska Olimpijskie 1992
| Konkurencja | Eliminacje                  | Repasaże               | Klas. końcowa |
| Konkurencja | Przeciwnik I                | Przeciwnik I           | Miejsce       |
| ----------- | --------------------------- | ---------------------- | ------------- |
| 66 kg       | Alexandra Schreiber (GER) P | Laura Martinel (ARG) P | 13.           |